# European Grand Masters
Das European Grand Masters 1991 war ein professionelles Snooker-Einladungsturnier, dessen einzige Austragung Anfang 1991 im Rahmen der Saison 1990/91 in Monte-Carlo, Monaco, stattfand. Sieger wurde Martin Clark mit einem Sieg über Ray Reardon.

## Preisgeld
Das Turnier hatte keinen Sponsor, Preisgeld wurde aber trotzdem ausgeschüttet. Soweit bekannt, erhielt der Sieger 6.000 Pfund Sterling.

## Turnierverlauf
Zum Turnier wurden mit Ray Reardon, John Spencer, Terry Griffiths und Cliff Thorburn vier Altmeister und mit James Wattana, Martin Clark, Nigel Bond und Darren Morgan vier aufstrebende Spieler eingeladen. Die große Überraschung des Turnieres war der 59 Jahre alte Reardon, der mit Wattana und Bond gleich zwei aufstrebende Spieler besiegte. Erst im Finale gegen Clark endete seine Siegesserie, der Waliser verlor mit 0:3.